# 大斑吉氏胎䲁
大斑吉氏胎䲁（學名：Gibbonsia montereyensis），為輻鰭魚綱䲁形目胎䲁科吉氏胎䲁屬的一個種，分布於東太平洋加拿大不列顛哥倫比亞省到墨西哥下加利福尼亞州海域，深度可達21公尺，本魚體延長且側扁，尾鰭圓形，體紅色或橙色，帶有白色斑點或條紋，胸鰭後方的側線上方通常有一個深色眼斑，背鰭硬棘34-36枚、背鰭軟條5-8枚、臀鰭硬棘2枚、臀鰭軟條23-28枚，體長可達11公分，棲息在近海海藻生長岩石區，以多毛類為食，雌魚產附著性卵，雄魚會守護卵，幼魚為浮游性，生活習性不明。